# Divisioner inom STL
Divisioner inom Svenska Travligan (STL) är de fem travserier (en för varje division) som kontinuerligt körs inom travets elitserie V75 i Sverige. Loppen går av stapeln inom ramen för V75-spelet varje lördag på olika travbanor runt om i landet.

## Klasser
Det finns totalt åtta divisioner ("klasser"), dessa är:
| Divisioner          | Vilka får vara med?                                | Förstapris         |
| ------------------- | -------------------------------------------------- | ------------------ |
| Gulddivisionen      | Hästar som tjänat minst 900 001 kronor             | minst 150 000 kr   |
| Silverdivisionen    | Hästar som tjänat 500 001 – 1 700 000 kronor       | 125 000 kr         |
| Bronsdivisionen     | Hästar som tjänat 500 001 – 900 000 kronor         | 110 000 kr         |
| Klass I             | Hästar som tjänat 250 001 – 500 000 kronor         | 110 000 kr         |
| Klass II            | Svenska hästar som tjänat 100 001 – 250 000 kronor | 110 000 kr         |
| Diamantstoet        | Varierande proposition                             | 100 000-110 000 kr |
| Stoeliten           | Varierande proposition                             | minst 100 000 kr   |
| Kallblodsdivisionen | Varierande proposition                             | minst 100 000 kr   |

Efter ett försökslopp i varje division under varje V75-lördag i cirka två månader möts sedan de bäst placerade hästarna i respektive division i ett finallopp för respektive division. Gulddivisionens finallopp är Grupp 2-lopp, det vill säga lopp av näst högsta internationella klass. Sedan 2014 äger totalt sex finalomgångar rum varje år.

## Poängräkning
I försöken får hästarna poäng efter placering enligt skalan:
| Placering | Poäng |
| --------- | ----- |
| 1         | 30    |
| 2         | 12    |
| 3         | 8     |
| 4         | 6     |
| 5         | 4     |
| 6         | 3     |
| 7         | 2     |
| Oplacerad | 1     |
| Diskad    | 0     |

## Finaler
De hästar som samlat flest poäng i försöken är startberättigade i finalen i respektive division.